# Arroyo del Potrero
Arroyo del Potrero es una congregación del municipio de Martínez de la Torre, ubicado en la región nautla del estado mexicano de Veracruz.

## Geografía
La localidad se ubica a 8.6 kilómetros (en dirección sur) de la localidad de Martínez de la Torre, la cabecera y lugar más poblado del municipio. Se sitúa en las coordenadas geográficas 20°08′45″N 97°03′54″O / 20.145833, -97.065000, a una elevación de 82 metros sobre el nivel del mar.

## Demografía
Según el Conteo de Población y Vivienda 2020, efectuado por el Instituto Nacional de Estadística y Geografía, la localidad tiene 1,475 habitantes, de los cuales 505 son del sexo masculino y 462 del sexo femenino. Su tasa de fecundidad es de 2.24 hijos por mujer y tiene 427 viviendas particulares habitadas.
| Gráfica de evolución demográfica de Arroyo del Potrero entre 1900 y 2020 |
|                                                                          |
| INEGI.                                                                   |